# San Joaquín (Anzoátegui)
Pour les articles homonymes, voir San Joaquín.
San Joaquín est la capitale de la paroisse civile de San Joaquín de la municipalité d'Anaco dans l'Anzoátegui au Venezuela.